# Pikeville (Tennessee)
Pikeville – miasto w Stanach Zjednoczonych, w stanie Tennessee, w hrabstwie Bledsoe. Według danych z 2000 roku miasto miało 1781 mieszkańców.